# Any Major Dude Will Tell You

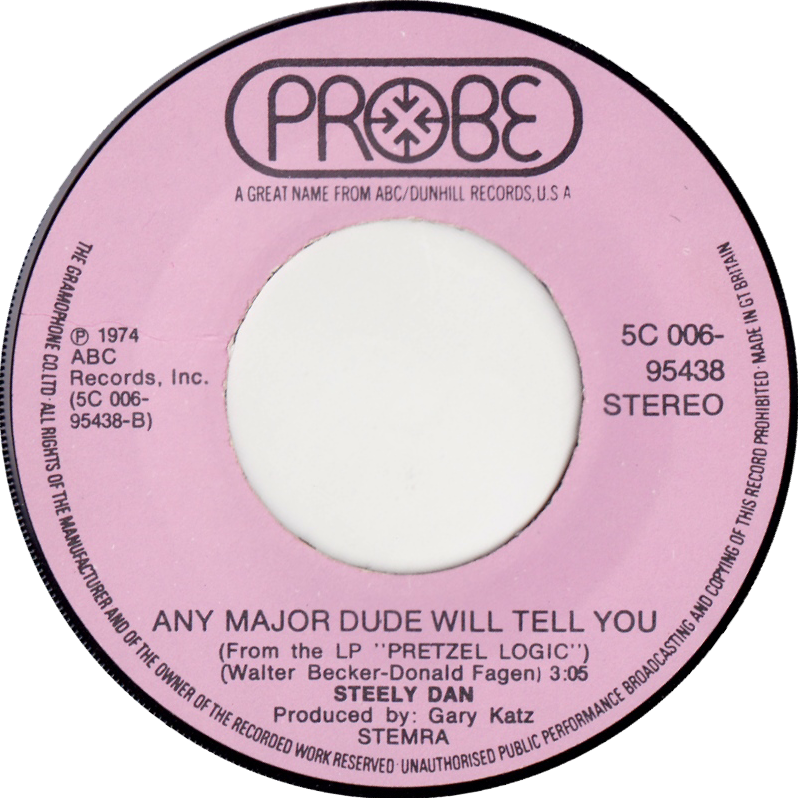
"Any Major Dude Will Tell You" als Single

Any Major Dude Will Tell You ist ein Lied von Donald Fagen und Walter Becker, der von Steely Dan 1974 auf dem Album Pretzel Logic veröffentlicht wurde.

## Liedtext
Der Text kann als Trost an einen Freund in einer schweren Zeit verstanden werden, oder auch als Steely-Dan-typische Ironie darüber, das einfach alles wieder gut werde:

„Any major dude with half a heart surely will tell you, my friend

Any minor world that breaks apart falls together again

When the demon is at your door

In the morning it won't be there no more“

„Jeder große Kerl wird dir mit halben Herzen sagen, mein Freund

Jede kleine Welt, die auseinanderbricht, kommt wieder zusammen

Wenn der Dämon an deiner Tür ist

Am Morgen wird er nicht mehr da sein“

## Coverversion
Das Lied ist über zehn Mal gecovert worden, unter anderen von Wilco und Die Sterne.

## Besetzung
- Donald Fagen – Synthesizer, Gesang
- Walter Becker – Hintergrundgesang
- Jeff Baxter – Gitarre
- Denny Dias – Gitarre
- David Paich – E-Piano
- Chuck Rainey – Bass[7]
- Jim Gordon – Schlagzeug
- Dean Parks – Akustikgitarre